# Краснодонская улица (Самара)
Краснодо́нская у́лица находится в Промышленном районе городского округа Самара. Расположена параллельно проспекту Кирова. Начало берёт с платформы Пятилетка и заканчивается пересечением с проспектом Карла Маркса. Пересекает улицы Теннисную, Физкультурную, Победы, Театральный проезд, улицу Свободы, Вольскую улицу, проспект Юных Пионеров, Ставропольскую, Нагорную, Черемшанскую и Мирную улицы. Дома преимущественно сталинского типа, двухэтажные.
На промежутке от Вольской до Черемшанской улицы по Краснодонской улице проходит граница между Промышленным и Кировским районами, и дома по нечётной стороне на этом участке № 49—101 относятся к Кировскому району. В квартале Краснодонская — Ставропольская — Кирова — Юных Пионеров находится Кировский районный суд.

## Этимологиягодонима
До 1949 г. улица носила название 8-я улица Безымянки. Была переименована в честь одноимённого украинского шахтёрского города Краснодон, в котором фашистские оккупанты жестоко расправились с членами подпольной организации «Молодая гвардия».

## История
В 1930-х годах был застроен частными домами участок между Вольской улицей и проспектом Юных Пионеров. Позже, в первые годы Великой Отечественной войны, в посёлке строителей заводов НКАП между Безымянкой и проспектом Кирова появились двухэтажные кварталы.
В 1942 г. была осуществлена застройка Краснодонской по четной стороне в границах улиц Победы и Вольской.
Во второй половине 1940-х годов частными домами был застроен отрезок между Черемшанской улицей и проспектом Карла Маркса.
В ранних 1950-х улицу украсила парадная застройка в стиле сталинского ампира (от ул. Победы до Теннисной ул.). Дома этого периода застройки — № 5, 7, 11, 12, 14, 15, 16, 18 — объекты культурного наследия. В одном из них — доме № 7 — проживали директор завода им. Фрунзе Леонид Чеченя и руководитель завода «Металлист» Борис Карякин.
По нечетной стороне в этом отрезке с 1948 года располагался стадион «Крылья Советов» (бывший стадион Кировского района). На нем когда-то тренировался известный хоккеист Семён Варламов.
В настоящий момент вся нечетная сторона Краснодонской улицы — современная застройка. Квартал между проспектом Юных Пионеров и Ставропольской с 1977 по 1984 годы был построен заводом «Прогресс».
На участке от Нагорной улицы до проспекта Карла Маркса по нечётной стороне располагался кирпичный завод «Огонёк». Позже на его месте появился сквер с аналогичным названием. А в начале 1990-х годов здесь был построен Свято-Воскресенский мужской монастырь.

## Транспорт
По Краснодонской улице общественный транспорт не ходит.

## Здания и сооружения
Чётная сторона

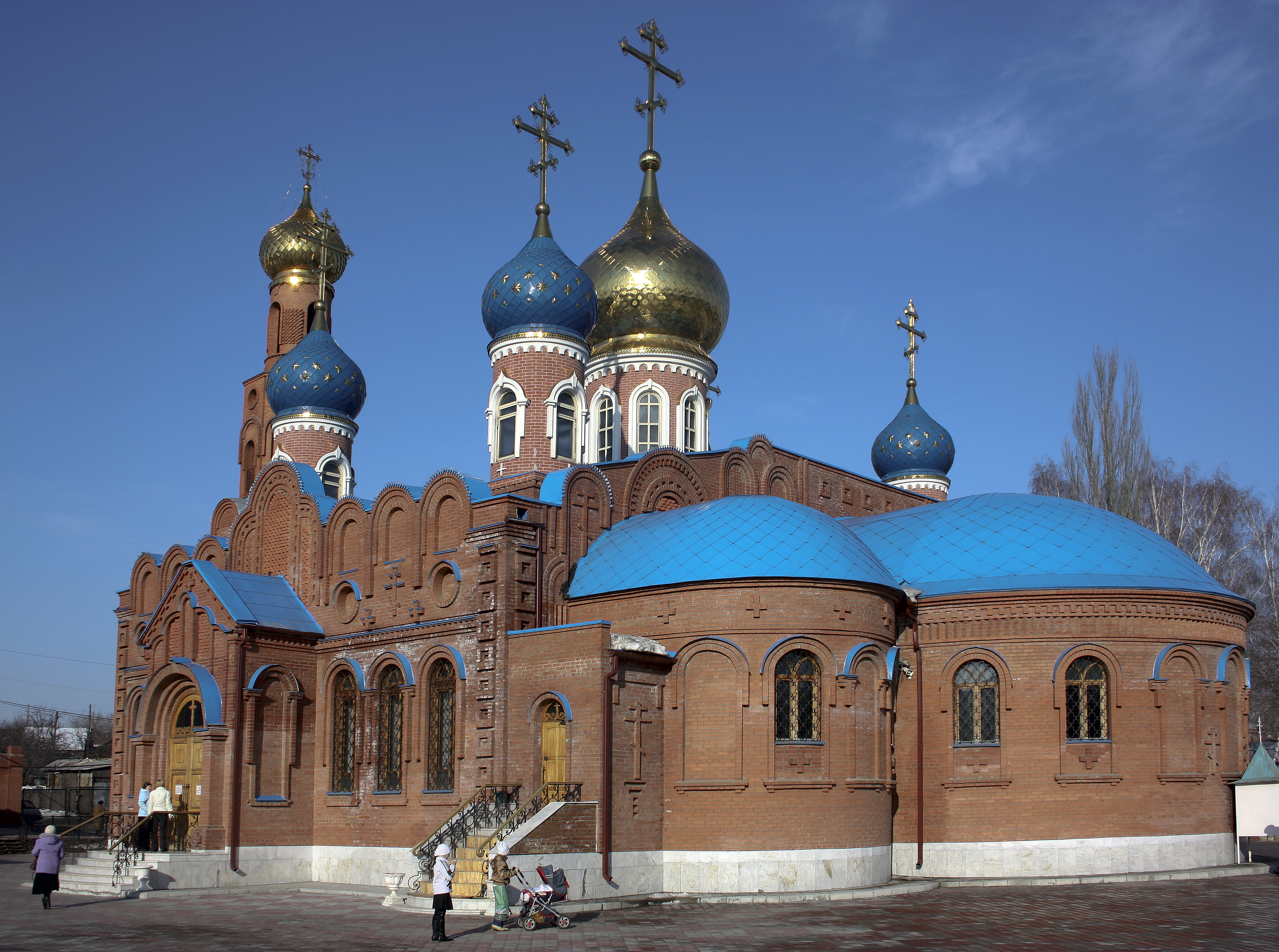
Свято-Воскресенский собор

- № 20 — Муниципальное образовательное учреждение СОШ № 83
- № 32 — администрация Промышленного района городского округа Самара
- № 36 — МОУ детская музыкальная школа № 4
- № 68 — магазин «Магнит Косметик»
- № 70 — Инспекция федеральной налоговой службы по Промышленному району городского округа Самара

Нечётная сторона
- № 13 — Детская библиотека № 1, филиал ЦМСДБ
- № 13 — Библиотека-филиал № 16
- № 101 — Свято-Воскресенский мужской монастырь

## Почтовые индексы
443009: чётные дома № 12—64 и нечётные дома № 1—61 

443035: чётные дома № 68—144 и нечётные дома № 63—129